# Steinbruch Grevenbrück

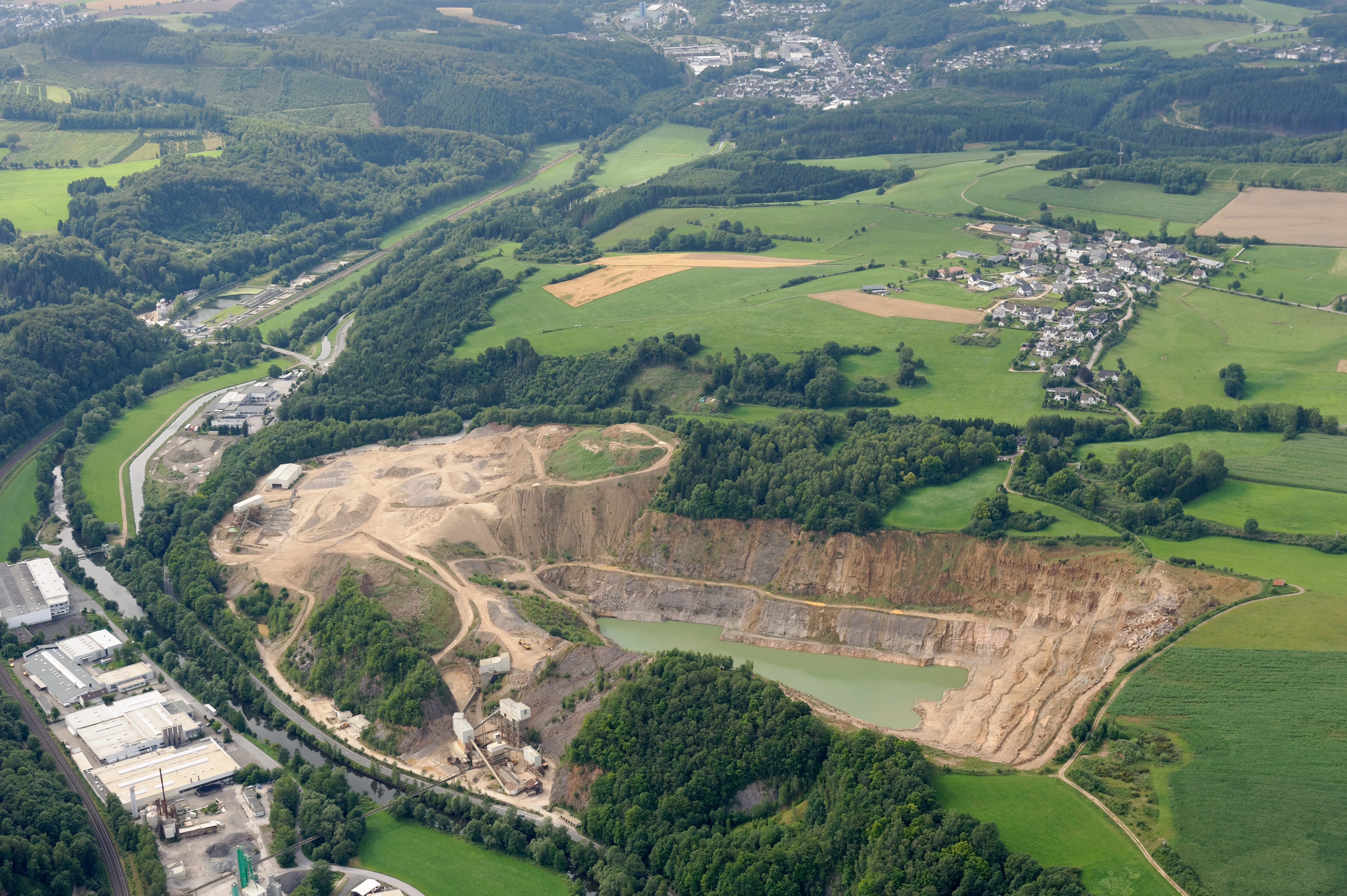
Steinbruch; Linksunten Rand von Grevenbrück und rechts Sporke

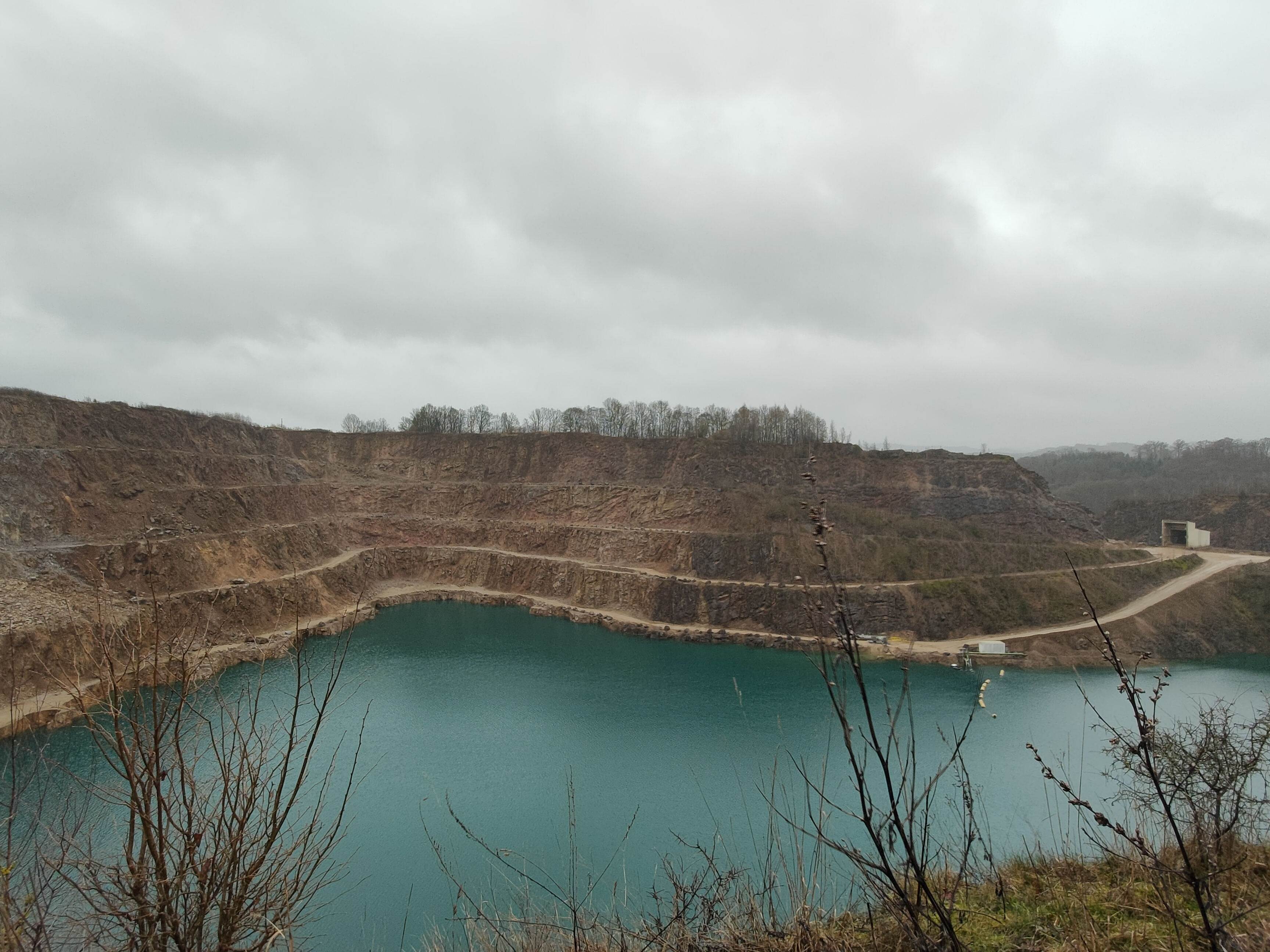
Steinbruch Grevenbrück von Norden

Der Steinbruch Grevenbrück befindet sich nordwestlich von Grevenbrück und südlich von Hespecke und Sporke. Der Bruch wird auch als Steinbruchs bei Sporke und Hespecke und Steinbruch Sporke bezeichnet. Der Kalksteinbruch wird von Rheinkalk betrieben. 

## Infos zum Bruch
Im Bruch laufen Anlagen zur Splitt- und Kiesherstellung und zwei Schachtöfen zur Herstellung von Branntkalk für die Baustoffindustrie, die Land- und Forstwirtschaft und die Eisen- und Stahlindustrie. Jeder der Schachtöfen brennt 27 000 Tonnen Branntkalk im Jahr. Es wird im Schichtbetrieb, sogar am Wochenende, gearbeitet.
Nahe am betriebenen Bruch liegt nördlich das Naturdenkmal Steinbruch bei Sporke in einem kleinen aufgegebenen Bruch mit Resten der archäologisch und kulturgeschichtlich bedeutsamen Sporker Höhle oder Monarchenhöhle. Das ND ist im Geotopkataster des Landes NRW verzeichnet. Beim Kalkstein des Gebietes handelt es sich um ein rund 380 Mio. Jahre altes devonisches Riff, der zum Teil dolomitisiert ist. Östlich grenzt das Naturschutzgebiet Wilhelmshöhe an.
Da die Nachfrage für gebrannte Dolomit-Produkte aus dem Werk Grevenbrück Ende 2021 einbrach wurde ab dem 1. Januar 2022 für einzelne Betriebsteile Kurzarbeit eingeführt. Das Unternehmen hatte zu diesem Zeitpunkt etwa 30 Mitarbeiter am Standort.

## Mineralien
Hämatit führt in den Dolomit-Partien zu einer Rotfärbung dieser Felsbereiche. Es kommen die Mineralien Aragonit, Calcit, Chalkopyrit, Dolomit, Goethit, Hämatit, Markasit, Pyrit, Quarz und Wad gefunden.

## Erweiterung des Steinbruchs
Für den Betrieb müssen aktuell 250 000 Kubikmeter Grundwasser pro Jahr abgepumpt werden. Nach einer beantragten Erweiterung sollen es 5,694 Millionen Kubikmeter Wasser pro Jahr sein. 2018 arbeiteten 27 Personen im Bruch. Der Abbau soll von 284 000 Tonnen Kalkstein pro Jahr, auf das Vierfache, 1,2 Millionen Tonnen Kalkstein vergrößert werden. Die Erweiterung des Steinbruchs um 20 Hektar (ha) wurde 2018 beantragt um den Betrieb bis 2045 zu sichern.
Am 25. September 2020 gründeten Bürger eine Bürgerinitiative „Aktive Bürger gegen Erweiterung Grevenbrücker Steinbruch“ um gegen die geplante Erweiterung zu kämpfen.
Wegen einer Artenschutzproblematik um Vorkommen der Feldlerche wurde im Erweiterungsantrag 2020 die gewünschte Abbaufläche von 20 ha auf 7,4 Hektar reduziert. Der Kreis Olpe hatte den Erweiterungsantrag im April 2021 unter Auflagen genehmigt. Dabei ging es um Auflagen zum Schutz der Feldlerche mit CEF-Maßnahmen (continuous ecological functionality-measures, Übersetzung etwa Maßnahmen für die dauerhafte ökologische Funktion). Es handelt sich um eine zeitlich vorgezogene Ausgleichsmaßnahme außerhalb der geplanten Abbaufläche. Die Rheinkalk Grevenbrück GmbH hat gegen diese Auflagen zum Schutz der Feldlerche Klage vor dem Verwaltungsgericht erhoben und fordert zudem eine Abbaufläche von 20 ha, wie bereits 2018 gefordert. Die Auflagen zum Schutz der Feldlerche werden nach Art und Umfang der CEF-Maßnahmen nicht in Frage gestellt, sondern nur die Dauerhaftigkeit (Anzahl der Jahre) der Maßnahme.
Da die Umgebung des Bruchs seit den 1980er Jahren als ausgedehntes archäologisches Fundgebiet bekannt war, nahm 2018 eine archäologische Fachfirma im Auftrag vom Landschaftsverband Westfalen-Lippe sieben Probegrabungen mit einem Bagger vor, die jeweils rund hundert Meter lang und sechs Meter breit waren. Sie fanden zwei Graburnen aus Keramik und Reste von drei Brandschüttungsgräbern. Die Graburnen enthielten sogar noch einen Teil des menschlichen Leichenbrandes. Bei Brandschüttungsgräbern schüttete man die Asche des Leichenbrandes nicht in eine Urne, sondern in ein vergängliches Material wie ein Tuch oder einen Beutel. In den fünf Gräbern gab es keine Grabbeigaben mehr. Die fünf ausgegrabenen Gräber stellen nur noch Reste eines früheren Gräberfeldes dar. Es war der erste Fund eines derartigen Gräberfeldes im Kreis Olpe oder in den umliegenden Regionen des Sauerlandes. Wegen der Machart der Keramik datieren die Archäologen die Gräber zwischen 800 vor Christus und der Zeitenwende.